# Liga de Campeones de la CAF 2015
La Liga de Campeones de la CAF 2015 es la 51.ª edición, y la 19ª bajo el formato actual, del torneo de fútbol a nivel de clubes más importante de África organizado por la CAF y que cuenta con la participación de hasta 69 equipos representantes de todo el continente. El campeón del torneo clasifica para disputar la Copa Mundial de Clubes de la FIFA 2015 y la Supercopa de la CAF 2016.

## Distribución de Equipos
Los 56 miembros afiliados a la CAF forman parte de la Liga de Campeones de la CAF 2015, donde los 12 miembros más fuertes según el ranking de la CAF tienen derecho a enviar dos equipos al torneo. Asimismo, el campeón de la Liga de Campeones de la CAF 2014 (ES Sétif de Argelia) tiene asegurada su participación en el torneo en calidad de campeón defensor, permitiendo que su país sea el único en la presente edición en tener un tercer representante. De este modo, podrían participar hasta 69 equipos, pero por recurrentes renuncias y suspensiones, este máximo ideal nunca ha sido alcanzado.

### Ranking de la CAF
Para determinar la cantidad de clubes representantes de cada miembro afiliado que participan de la Liga de Campeones de la CAF 2015 se utilizan los resultados obtenidos en la Liga de Campeones de la CAF y en la Copa Confederación de la CAF en las temporadas de 2009 a 2013. Calculando el desempeño de los clubes de cada asociación en dicho período y en ambas competencias, el criterio de puntuación es el siguiente:
|                            | Liga de Campeones | Copa Confederación |
| -------------------------- | ----------------- | ------------------ |
| Campeón                    | 5 puntos          | 4 puntos           |
| Finalista                  | 4 puntos          | 3 puntos           |
| Semi-finalistas            | 3 puntos          | 2 puntos           |
| 3º Lugar en fase de grupos | 2 puntos          | 1 punto            |
| 4º Lugar en fase de grupos | 1 punto           | 1 punto            |

Los puntos se multiplican de acuerdo al coeficiente de los siguientes años:
- 2013 – 5
- 2012 – 4
- 2011 – 3
- 2010 – 2
- 2009 – 1

## Equipos participantes
Los equipos en negrita comienzan la participación en la Primera Ronda
| País                                       | Equipo                                     | Vía de clasificación                                                                              |
| Países que mandan 2 equipos (Puestos 1–12) | Países que mandan 2 equipos (Puestos 1–12) | Países que mandan 2 equipos (Puestos 1–12)                                                        |
| ------------------------------------------ | ------------------------------------------ | ------------------------------------------------------------------------------------------------- |
| Túnez (1º – 106 pts)                       | Espérance de Tunis                         | Campeón de la Tunisian Ligue Professionnelle 1 2013-14                                            |
| Túnez (1º – 106 pts)                       | Sfaxien                                    | Subcampeón de la Tunisian Ligue Professionnelle 1 2013-14                                         |
| Egipto · (2º – 80 pts)                     | Al-Ahly                                    | Campeón de la Primera División de Egipto 2013/14                                                  |
| Egipto · (2º – 80 pts)                     | Smouha                                     | Subcampeón de la Primera División de Egipto 2013/14                                               |
| R. D. Congo (3º – 46 pts)                  | Mazembe                                    | Campeón de la Linafoot 2014                                                                       |
| R. D. Congo (3º – 46 pts)                  | Sanga Balende                              | Subcampeón de la Linafoot 2014                                                                    |
| Marruecos (4º – 44 pts)                    | Mogreb Tetuán                              | Campeón de la Botola 2013-14                                                                      |
| Marruecos (4º – 44 pts)                    | Raja Casablanca                            | Subcampeón de la Botola 2013-14                                                                   |
| Nigeria (5º – 41 pts)                      | Kano Pillars                               | Campeón de la Liga Premier de Nigeria 2014                                                        |
| Nigeria (5º – 41 pts)                      | Enyimba                                    | Subcampeón de la Liga Premier de Nigeria 2014                                                     |
| Sudán (6º – 37 pts)                        | Al-Hilal                                   | Campeón de la Primera División de Sudán 2014                                                      |
| Sudán (6º – 37 pts)                        | Al-Merreikh                                | Subcampeón de la Primera División de Sudán 2014                                                   |
| Argelia (7º – 32 pts)                      | USM Alger                                  | Campeón del Campeonato nacional de Argelia 2013-14                                                |
| Argelia (7º – 32 pts)                      | Sétif                                      | Campeón de la Liga de Campeones de la CAF 2014 Tercero del Campeonato nacional de Argelia 2013-14 |
| Argelia (7º – 32 pts)                      | MC El Eulma                                | 4° del Campeonato nacional de Argelia 2013-14                                                     |
| Mali (7º – 32 pts)                         | Stade Malien                               | Campeón de la Primera División de Malí 2013-14                                                    |
| Mali (7º – 32 pts)                         | Cercle Olympique de Bamako                 | Subcampeón de la Primera División de Malí 2013-14                                                 |
| Camerún (9º – 21 pts)                      | Cotonsport                                 | Campeón de la Primera División de Camerún 2014                                                    |
| Camerún (9º – 21 pts)                      | Cosmos de Bafia                            | Subcampeón de la Primera División de Camerún 2014                                                 |
| República del Congo (9º – 21 pts)          | AC Léopards                                | Campeón de la Primera División del Congo 2014                                                     |
| República del Congo (9º – 21 pts)          | Diables Noirs                              | Subcampeón de la Primera División del Congo 2014                                                  |
| Sudáfrica (11º – 20 pts)                   | Mamelodi Sundowns                          | Campeón de la Premier Soccer League 2013–14                                                       |
| Sudáfrica (11º – 20 pts)                   | Kaizer Chiefs                              | Subcampeón de la Premier Soccer League 2013–14                                                    |
| Angola (12º – 17 pts)                      | Recreativo do Libolo                       | Campeón de la Girabola 2014                                                                       |
| Angola (12º – 17 pts)                      | Kabuscorp                                  | Subcampeón de la Girabola 2014                                                                    |
| Países que mandan un equipo                |                                            |                                                                                                   |
| Costa de Marfil (T-13º – 13 pts)           | Séwé Sports                                | Campeón de la Primera División de Costa de Marfil 2013-14                                         |
| Ghana (14º – 8 pts)                        | Asante Kotoko                              | Campeón de la Liga de fútbol de Ghana 2013-14                                                     |
| Etiopía (15º – 5 pts)                      | Saint-George                               | Campeón de la Liga etíope de fútbol 2013-14                                                       |
| Libia (T-16º – 4 pts)                      | Al-Ahly Trípoli                            | Campeón de la Liga Premier de Libia 2013-14                                                       |
| Zambia (16º – 4 pts)                       | ZESCO United FC                            | Campeón de la Primera División de Zambia 2014                                                     |
| Níger (19º – 2 pts)                        | AS Garde Nationale                         | Campeón de la Primera División de Níger 2013-14                                                   |
| Benín                                      | Buffles du Borgou FC                       | Campeón de la Premier League de Benín 2013-14                                                     |
| Botsuana                                   | Township Rollers FC                        | Campeón de la Liga botswanesa de fútbol 2013-14                                                   |
| Burkina Faso                               | Étoile Filante Ouagadougou                 | Campeón de la Primera División de Burkina Faso 2014                                               |
| Burundi                                    | LLB Académic                               | Campeón de la Primera División de Burundi 2013-14                                                 |
| Chad                                       | Foullah Edifice FC                         | Campeón de la Ligue de N'Djaména 2014                                                             |
| Comoras                                    | Fomboni FC                                 | Campeón de la Comoros Premier League 2014                                                         |
| Gabón                                      | AS Mangasport                              | Campeón de la Primera División de Gabón 2013-14                                                   |
| Gambia                                     | Real de Banjul FC                          | Campeón de la Liga de fútbol de Gambia 2013-14                                                    |
| Guinea                                     | AS Kaloum Star                             | Campeón del Campeonato Nacional de Guinea 2014                                                    |
| Guinea Ecuatorial                          | Sony Elá Nguema                            | Campeón de la Primera División de Guinea Ecuatorial 2014                                          |
| Kenia                                      | Gor Mahia FC                               | Campeón de la Liga Keniana de Fútbol 2014                                                         |
| Lesoto                                     | Bantu FC                                   | Campeón de la Primera División de Lesoto 2013-14                                                  |
| Liberia                                    | BYC FC                                     | Campeón de la Premier League de Liberia 2014                                                      |
| Madagascar                                 | CNaPS Sports                               | Campeón del THB Champions League 2014                                                             |
| Malaui                                     | Bullets FC                                 | Campeón del Primera División de Malaui 2014                                                       |
| Mozambique                                 | Liga Muçulmana                             | Campeón de la Moçambola 2014                                                                      |
| Ruanda                                     | APR FC                                     | Campeón de la Primera División de Ruanda 2013–14                                                  |
| Senegal                                    | AS Pikine                                  | Campeón de la Liga senegalesa de fútbol 2014                                                      |
| Seychelles                                 | St Michel United FC                        | Ganador del Seychelles First Division 2014                                                        |
| Sierra Leona                               | East End Lions                             | Campeón de la Sierra Leone National Premier League 2014 (suspendido)                              |
| Suazilandia                                | Mbabane Swallows                           | Subcampeón de la Premier League de Suazilandia 2013-14                                            |
| Sudán del Sur                              | Al-Malakia FC                              | Ganador del South Sudan Football Championship 2014                                                |
| Tanzania                                   | Azam FC                                    | Campeón de la Liga tanzana de fútbol 2013-14                                                      |
| Togo                                       | AC Semassi FC                              | Ganador del Campeonato nacional de Togo 2014                                                      |
| Uganda                                     | Kampala City Council                       | Campeón de la Liga Premier de Uganda 2013-14                                                      |
| Zanzíbar                                   | KMKM                                       | Campeón de la Zanzíbar Premier League 2013-14                                                     |
| Países que no mandan equipo                |                                            |                                                                                                   |
| Cabo Verde                                 |                                            |                                                                                                   |

Notas:
- Las siguientes asociaciones no enviaron representante para esta edición:  Cabo Verde, Centroafrica, Eritrea, Guinea-Bisáu, Mauricio, Mauritania, Namibia, Reunión, Santo Tomé y Príncipe, Somalia, Yibuti y Zimbabue.

- JS Kabylie, subcampeón del Campeonato nacional de Argelia 2013-14, ha sido suspendido por dos años para participar de competiciones oficiales de la CAF, por lo que su plaza será ocupada por el siguiente clasificado en la tabla de posiciones.[3]

## Calendario
| Fase           | Ronda       | Fecha del sorteo        | Ida                             | Vuelta                     |
| -------------- | ----------- | ----------------------- | ------------------------------- | -------------------------- |
| Clasificatoria | Preliminar  | 22 de diciembre de 2014 | 13–15 de febrero de 2015        | 27 feb.–1 de marzo de 2015 |
| Clasificatoria | 1           | 22 de diciembre de 2014 | 13-15 de marzo de 2015          | 3–5 de abril de 2015       |
| Clasificatoria | 2           | 22 de diciembre de 2014 | 17–19 de abril de 2015          | 1–3 de mayo de 2015        |
| Fase de grupos | Fecha 1     | s/c                     | 26 - 28 de junio                | 26 - 28 de junio           |
| Fase de grupos | Fecha 2     | s/c                     | 10 - 12 de julio                | 10 - 12 de julio           |
| Fase de grupos | Fecha 3     | s/c                     | 24 - 26 de julio                | 24 - 26 de julio           |
| Fase de grupos | Fecha 4     | s/c                     | 7 -9 de agosto                  | 7 -9 de agosto             |
| Fase de grupos | Fecha 5     | s/c                     | 21 - 23 de agosto               | 21 - 23 de agosto          |
| Fase de grupos | Fecha 6     | s/c                     | 11 - 13 de septiembre           | 11 - 13 de septiembre      |
| Eliminación    | Semifinales | s/c                     | 25 - 27 de septiembre           | 2 - 4 de octubre           |
| Eliminación    | Final       | s/c                     | 30 de octubre al 1 de noviembre | 6 - 8 de noviembre         |

## Ronda clasificatoria
El sorteo se realizó el 22 de diciembre del 2014 y se juega bajo el formato de eliminación directa a visita recíproca, en donde el primer criterio de desempate será la regla del gol de visitante, y de continuar el empate se irán a los tiros desde el punto penal.

### Ronda preliminar
| Equipo 1             | Agr.         | Equipo 2          | Ida   | Vuelta |
| -------------------- | ------------ | ----------------- | ----- | ------ |
| Mbabane Swallows     | 1-2          | ZESCO United      | 1 - 1 | 0 - 1  |
| Séwé Sports          | 1-3          | Kaloum Star       | 1 - 2 | 0 - 1  |
| USM Alger            | 4-3          | Foullah Edifice   | 3 - 0 | 1 - 3  |
| Pikine               | 1-0          | Etoile Filante    | 1 - 0 | 0 - 0  |
| Al-Hilal             | 2-1          | KMKM              | 2 - 0 | 0 - 1  |
| Fomboni              | 2-3          | Big Bullets       | 0 - 1 | 2 - 2  |
| Recreativo do Libolo | 3-3 (v.)     | Sanga Balende     | 3 - 1 | 0 - 2  |
| KCC                  | 1-3          | Cosmos de Bafia   | 1 - 0 | 0 - 3  |
| Azam                 | 2-3          | Al Merreikh       | 2 - 0 | 0 - 3  |
| LLB Académic         | 0-1          | Kabuscorp         | 0 - 0 | 0 - 1  |
| Sony Elá Nguema      | 1-2          | Semassi           | 1 - 1 | 0 - 1  |
| MC El Eulma          | (v.) 2-2     | Saint-George      | 1 - 0 | 1 - 2  |
| East End Lions       | w.o.1        | Asante kotoko     | 0 - 3 | 0 - 3  |
| Enyimba              | 4-0          | Buffles du Borgou | 3 - 0 | 1 - 0  |
| Al-Ahly Trípoli      | 1-1 (3-5 p.) | Smouha            | 1 - 0 | 0 - 1  |
| Gor Mahia            | (v.) 3-3     | CNaPS Sports      | 1 - 0 | 2 - 3  |
| Liga Muçulmana       | 1-2          | APR               | 0 - 0 | 1 - 2  |
| COB                  | 2-3          | Mogreb Tetuán     | 2 - 0 | 0 - 3  |
| Al-Malakia           | 0-5          | Kano Pillars      | 0 - 2 | 0 - 3  |
| Real de Banjul       | 2-1          | BYC               | 1 - 1 | 1 - 0  |
| Kaizer Chiefs        | 3-1          | Township Rollers  | 2 - 1 | 1 - 0  |
| Raja Casablanca      | 6-2          | Diables Noirs     | 4 - 0 | 2 - 2  |
| St Michel United     | 1-4          | Mamelodi Sundowns | 1 - 1 | 0 - 3  |
| Mangasport           | 1-0          | Bantu             | 1 - 0 | 0 - 0  |
| Stade Malien         | (v.) 1-1     | Garde Nationale   | 0 - 0 | 1 - 1  |

1- Asante Kotoko avanzó a la primera ronda después de que East End Lions se retirara del Torneo.

### Primera ronda
| Equipo 1          | Agr.         | Equipo 2        | Ida   | Vuelta |
| ----------------- | ------------ | --------------- | ----- | ------ |
| ZESCO United      | 2-2 (4-5 p.) | Kaloum Star     | 1 - 1 | 1 - 1  |
| USM Alger         | 6-2          | Pikine          | 5 - 1 | 1 -1   |
| Al-Hilal          | 5-1          | Big Bullets     | 4 - 0 | 1 - 1  |
| Cotonsport        | 0-2          | Sanga Balende   | 0 - 0 | 0 - 2  |
| Cosmos de Bafia   | 1-4          | Espérance       | 0 - 1 | 1 - 3  |
| Al Merreikh       | 3-2          | Kabuscorp       | 2 - 0 | 1 - 2  |
| Semassi           | 0-6          | Sfaxien         | 0 - 5 | 0 - 1  |
| MC El Eulma       | 2-1          | Asante Kotoko   | 0 - 0 | 2 - 1  |
| Enyimba           | 1-2          | Smouha          | 1 - 0 | 0 - 2  |
| Gor Mahia         | 0-2          | Léopards        | 0 - 1 | 0 - 1  |
| APR               | 0-4          | Al-Ahly         | 0 - 2 | 0 - 2  |
| Mogreb Tetuán     | 5-2          | Kano Pillars    | 4 - 0 | 1 - 2  |
| Real de Banjul    | 1-3          | Sétif           | 1 - 1 | 0 - 2  |
| Kaizer Chiefs     | 0-3          | Raja Casablanca | 0 - 1 | 0 - 2  |
| Mamelodi Sundowns | 2-3          | T. P. Mazembe   | 1 - 0 | 1 - 3  |
| Mangasport        | 2-5          | Stade Malien    | 1 - 3 | 1 - 2  |

### Segunda ronda
| Equipo 1        | Agr.         | Equipo 2      | Ida   | Vuelta |
| --------------- | ------------ | ------------- | ----- | ------ |
| USM Alger       | 3-2          | Kaloum Star   | 2 - 1 | 1 - 1  |
| Sanga Balende   | 0-2          | Al-Hilal      | 0 - 1 | 0 -1   |
| Al Merreikh     | (v.) 2-2     | Espérance     | 1 - 0 | 1 - 2  |
| MC El Eulma     | (7-6 p.) 1-1 | Sfaxien       | 1 - 0 | 0 - 1  |
| Léopards        | 1-2          | Smouha        | 1 - 0 | 0 - 2  |
| Mogreb Tetuán   | (4-3 p.) 1-1 | Al-Ahly       | 1 - 0 | 0 - 1  |
| Raja Casablanca | 4-4 (1-4 p.) | Sétif         | 2 - 2 | 2 - 2  |
| Stade Malien    | 3-4          | T. P. Mazembe | 2 - 2 | 1 - 2  |

Los perdedores en la Segunda ronda entrarán a la Copa Confederación de la CAF 2015.

## Fase de grupos
El sorteo de la fase de grupos se llevó a cabo el 5 de mayo de 2015.

### Grupo A
| Pos. | Equipo              | Pts. | PJ | G | E | P | GF | GC | Dif. | Clasificación |
| ---- | ------------------- | ---- | -- | - | - | - | -- | -- | ---- | ------------- |
| 1    | TP Mazembe          | 11   | 6  | 3 | 2 | 1 | 8  | 1  | +7   | Semifinales   |
| 2    | Al-Hilal            | 9    | 6  | 2 | 3 | 1 | 5  | 3  | +2   | Semifinales   |
| 3    | Moghreb Tétouan (E) | 8    | 6  | 2 | 2 | 2 | 6  | 10 | −4   |               |
| 4    | Smouha (E)          | 4    | 6  | 1 | 1 | 4 | 5  | 10 | −5   |               |

 Fuente: CAF
Criterios de clasificación: 
| \| Fecha \| Estadio \| Ciudad \| Local \| Resultado \| Visitante \| \| ------------------------ \| ------------------ \| ---------- \| ---------------------- \| --------- \| ---------------------- \| \| 28 de junio de 2015 \| Stade TP Mazembe \| Lubumbashi \| TP Mazembe \| 0-0 \| Al-Hilal \| \| 28 de junio de 2015 \| Alexandria Stadium \| Alejandría \| Smouha SC \| 3-2 \| Mogreb Atlético Tetuán \| \| 12 de julio de 2015 \| Stade Saniat Rmel \| Tétouan \| Mogreb Atlético Tetuán \| 0-0 \| TP Mazembe \| \| 12 de julio de 2015 \| Estadio Al-Hilal \| Omdurman \| Al-Hilal \| 2-0 \| Smouha SC \| \| 24 de julio de 2015 \| Alexandria Stadium \| Alejandría \| Smouha SC \| 0-2 \| TP Mazembe \| \| 26 de julio de 2015 \| Stade Saniat Rmel \| Tétouan \| Mogreb Atlético Tetuán \| 1-1 \| Al-Hilal \| \| 7 de agosto de 2015 \| Estadio Al-Hilal \| Omdurman \| Al-Hilal \| 0-1 \| Mogreb Atlético Tetuán \| \| 8 de agosto de 2015 \| Stade TP Mazembe \| Lubumbashi \| TP Mazembe \| 1-0 \| Smouha SC \| \| 23 de agosto de 2015 \| Estadio Al-Hilal \| Omdurman \| Al-Hilal \| 1-0 \| TP Mazembe \| \| 23 de agosto de 2015 \| Stade Saniat Rmel \| Tétouan \| Mogreb Atlético Tetuán \| 2-1 \| Smouha SC \| \| 12 de septiembre de 2015 \| Alexandria Stadium \| Alejandría \| Smouha SC \| 1-1 \| Al-Hilal \| \| 12 de septiembre de 2015 \| Stade TP Mazembe \| Lubumbashi \| TP Mazembe \| 5-0 \| Mogreb Atlético Tetuán \| |                    |            |                        |           |                        |
| Fecha | Estadio            | Ciudad     | Local                  | Resultado | Visitante              |
| 28 de junio de 2015 | Stade TP Mazembe   | Lubumbashi | TP Mazembe             | 0-0       | Al-Hilal               |
| 28 de junio de 2015 | Alexandria Stadium | Alejandría | Smouha SC              | 3-2       | Mogreb Atlético Tetuán |
| 12 de julio de 2015 | Stade Saniat Rmel  | Tétouan    | Mogreb Atlético Tetuán | 0-0       | TP Mazembe             |
| 12 de julio de 2015 | Estadio Al-Hilal   | Omdurman   | Al-Hilal               | 2-0       | Smouha SC              |
| 24 de julio de 2015 | Alexandria Stadium | Alejandría | Smouha SC              | 0-2       | TP Mazembe             |
| 26 de julio de 2015 | Stade Saniat Rmel  | Tétouan    | Mogreb Atlético Tetuán | 1-1       | Al-Hilal               |
| 7 de agosto de 2015 | Estadio Al-Hilal   | Omdurman   | Al-Hilal               | 0-1       | Mogreb Atlético Tetuán |
| 8 de agosto de 2015 | Stade TP Mazembe   | Lubumbashi | TP Mazembe             | 1-0       | Smouha SC              |
| 23 de agosto de 2015 | Estadio Al-Hilal   | Omdurman   | Al-Hilal               | 1-0       | TP Mazembe             |
| 23 de agosto de 2015 | Stade Saniat Rmel  | Tétouan    | Mogreb Atlético Tetuán | 2-1       | Smouha SC              |
| 12 de septiembre de 2015 | Alexandria Stadium | Alejandría | Smouha SC              | 1-1       | Al-Hilal               |
| 12 de septiembre de 2015 | Stade TP Mazembe   | Lubumbashi | TP Mazembe             | 5-0       | Mogreb Atlético Tetuán |

### Grupo B
| Pos. | Equipo          | Pts. | PJ | G | E | P | GF | GC | Dif. | Clasificación |
| ---- | --------------- | ---- | -- | - | - | - | -- | -- | ---- | ------------- |
| 1    | USM Alger       | 15   | 6  | 5 | 0 | 1 | 9  | 3  | +6   | Semifinales   |
| 2    | Al-Merreikh     | 13   | 6  | 4 | 1 | 1 | 9  | 4  | +5   | Semifinales   |
| 3    | ES Sétif (E)    | 5    | 6  | 1 | 2 | 3 | 5  | 10 | −5   |               |
| 4    | MC El Eulma (E) | 1    | 6  | 0 | 1 | 5 | 5  | 11 | −6   |               |

 Fuente: CAF
Criterios de clasificación: 
| \| Fecha \| Estadio \| Ciudad \| Local \| Resultado \| Visitante \| \| ------------------------ \| ------------------------- \| -------- \| ----------- \| --------- \| ----------- \| \| 26 de junio de 2015 \| Estadio Al Merreikh \| Jartum \| Al Merreikh \| 2-0 \| MC El Eulma \| \| 27 de junio de 2015 \| Estadio 8 de mayo de 1945 \| Setif \| ES Sétif \| 1-2 \| USM Alger \| \| 10 de julio de 2015 \| Estadio Omar Hammadi \| Alger \| USM Alger \| 1-0 \| Al Merreikh \| \| 11 de julio de 2015 \| Stade Messaoud Zougar \| El Eulma \| MC El Eulma \| 0-1 \| ES Sétif \| \| 24 de julio de 2015 \| Estadio Omar Hammadi \| Alger \| USM Alger \| 2-1 \| MC El Eulma \| \| 25 de julio de 2015 \| Estadio 8 de mayo de 1945 \| Setif \| ES Sétif \| 1-1 \| Al Merreikh \| \| 7 de agosto de 2015 \| Stade Messaoud Zougar \| El Eulma \| MC El Eulma \| 0-1 \| USM Alger \| \| 9 de agosto de 2015 \| Estadio Al Merreikh \| Jartum \| Al Merreikh \| 2-0 \| ES Sétif \| \| 21 de agosto de 2015 \| Estadio Omar Hammadi \| Alger \| USM Alger \| 3-0 \| ES Sétif \| \| 22 de agosto de 2015 \| Stade Messaoud Zougar \| El Eulma \| MC El Eulma \| 2-3 \| Al Merreikh \| \| 11 de septiembre de 2015 \| Estadio Al Merreikh \| Jartum \| Al Merreikh \| 1-0 \| USM Alger \| \| 11 de septiembre de 2015 \| Estadio 8 de mayo de 1945 \| Setif \| ES Sétif \| 2-2 \| MC El Eulma \| |                           |          |             |           |             |
| Fecha | Estadio                   | Ciudad   | Local       | Resultado | Visitante   |
| 26 de junio de 2015 | Estadio Al Merreikh       | Jartum   | Al Merreikh | 2-0       | MC El Eulma |
| 27 de junio de 2015 | Estadio 8 de mayo de 1945 | Setif    | ES Sétif    | 1-2       | USM Alger   |
| 10 de julio de 2015 | Estadio Omar Hammadi      | Alger    | USM Alger   | 1-0       | Al Merreikh |
| 11 de julio de 2015 | Stade Messaoud Zougar     | El Eulma | MC El Eulma | 0-1       | ES Sétif    |
| 24 de julio de 2015 | Estadio Omar Hammadi      | Alger    | USM Alger   | 2-1       | MC El Eulma |
| 25 de julio de 2015 | Estadio 8 de mayo de 1945 | Setif    | ES Sétif    | 1-1       | Al Merreikh |
| 7 de agosto de 2015 | Stade Messaoud Zougar     | El Eulma | MC El Eulma | 0-1       | USM Alger   |
| 9 de agosto de 2015 | Estadio Al Merreikh       | Jartum   | Al Merreikh | 2-0       | ES Sétif    |
| 21 de agosto de 2015 | Estadio Omar Hammadi      | Alger    | USM Alger   | 3-0       | ES Sétif    |
| 22 de agosto de 2015 | Stade Messaoud Zougar     | El Eulma | MC El Eulma | 2-3       | Al Merreikh |
| 11 de septiembre de 2015 | Estadio Al Merreikh       | Jartum   | Al Merreikh | 1-0       | USM Alger   |
| 11 de septiembre de 2015 | Estadio 8 de mayo de 1945 | Setif    | ES Sétif    | 2-2       | MC El Eulma |

## Fase Final
|  | Semifinales | Semifinales | Semifinales | Semifinales | Semifinales |   |           | Final     | Final | Final | Final | Final |
|  |             |             |             |             |             |   |           |           |       |       |       |       |
|  | Al-Hilal    | Al-Hilal    | 1           | 0           | 1           |   |           |           |       |       |       |       |
|  | USM Alger   | USM Alger   | 2           | 0           | 2           |   |           |           |       |       |       |       |
|  |             |             |             |             |             |   | USM Alger | USM Alger | 1     | 0     | 1     |       |
|  |             | Mazembe     | Mazembe     | 2           | 2           | 4 |           |           |       |       |       |       |
|  | Al Merreikh | Al Merreikh | 2           | 0           | 2           |   |           |           |       |       |       |       |
|  | Mazembe     | Mazembe     | 1           | 3           | 4           |   |           |           |       |       |       |       |

### Semifinales

#### Al Merreikh vs. TP Mazembe
| 26 de septiembre de 2015 | Al Merreikh                | 2:1 (1:0) | TP Mazembe    | Estadio Al Merreikh, Jartum |                          |
|                          | Coffie 41' · Al-Madina 80' | Reporte   | 77' Ulimwengu | Árbitro(s): Néant Alioum    | Árbitro(s): Néant Alioum |

| 4 de octubre de 2015 | TP Mazembe                  | 3:0     | Al Merreikh | Stade TP Mazembe, Lubumbashi   |                                |
|                      | Samata 53' 70' · Assale 71' | Reporte |             | Árbitro(s): Eric Otogo-Castane | Árbitro(s): Eric Otogo-Castane |

#### Al-Hilal vs USM Alger
| 27 de septiembre de 2015 | Al-Hilal  | 1:2 (1:1) | USM Alger                 | Estadio Al-Hilal, Omdurman |                           |
|                          | Careca 3' | Reporte   | Aoudia 14' · Baïteche 68' | Árbitro(s): Janny Sikazwe  | Árbitro(s): Janny Sikazwe |

| 3 de octubre de 2015 | USM Alger | 0:0     | Al-Hilal | Estadio Omar Hammadi, Alger |                          |
|                      |           | Reporte |          | Árbitro(s): Victor Gomes    | Árbitro(s): Victor Gomes |

### Final
| 31 de octubre de 2015, 20:30 (UTC+1) | USM Alger  | 1:2 (0:1) | TP Mazembe              | Estadio Omar Hammadi, Alger |                          |
|                                      | Seguer 88' | Reporte   | Kalaba 27' · Samata 79' | Árbitro(s): Gehad Grisha    | Árbitro(s): Gehad Grisha |

| 8 de noviembre de 2015, 15:30 (UTC+2) | TP Mazembe                       | 2:0 (0:0) | USM Alger | Stade TP Mazembe, Lubumbashi |                            |
|                                       | Samata 74' (pen.) · Assalé 90+3' | Reporte   |           | Árbitro(s): Bakary Gassama   | Árbitro(s): Bakary Gassama |

## Campeón
|                                            |
| Bandera de República Democrática del Congo |
| Campeón TP Mazembe 5° título               |